# Down (песня Fifth Harmony)
«Down» — песня американского группы Fifth Harmony при участии рэпера Гуччи Мейна, вышедшая 2 июня 2017 года в цифровом формате и 6 и 13 июня на радио. 15 августа 2017 года песня выиграла награду Teen Choice Awards.

## История
Песня вышла 2 июня 2017 года как лид-сингл с предстоящего 3-го студийного альбома группы.
«Down» содержит элементы танцевальной музыки дэнсхолл с синтезаторами, перкуссией и другими элементами.
Песня получила положительные и смешанные отзывы музыкальной критики и интернет-изданий: Houston Chronicle, Exclaim!, Billboard, Entertainment Weekly, Rolling Stone,, XXL, Time, Idolator, USA Today, Forbes, Spin.

### Награды и номинации
Teen Choice Awards
| Год  | Награда            | Категория          | работа       | Результат |
| ---- | ------------------ | ------------------ | ------------ | --------- |
| 2017 | Teen Choice Awards | Choice Song: Group | Just Hold On | Победа    |

## Чарты и сертификации
| Чарт (2017)                                | Высшая позиция |
| ------------------------------------------ | -------------- |
| Австралия (ARIA)                           | 66             |
| Бельгия/Фландрия (Ultratip Bubbling Under) | 22             |
| Бельгия/Валлония (Ultratip Bubbling Under) | 40             |
| Канада (Billboard Canadian Hot 100)        | 46             |
| Чехия (Singles Digitál Top 100)            | 50             |
| Франция (SNEP)                             | 73             |
| Венгрия (Single Top 40)                    | 22             |
| Ireland (IRMA)                             | 46             |
| Нидерланды (Single Top 100)                | 94             |
| New Zealand Heatseekers (RMNZ)             | 3              |
| Philippines (Philippine Hot 100)           | 24             |
| Португалия (AFP)                           | 40             |
| Шотландия (OCC Scotland)                   | 24             |
| Словакия (Singles Digitál Top 100)         | 47             |
| Spain (PROMUSICAE)                         | 100            |
| Швеция (Sverigetopplistan)                 | 85             |
| Швейцария (Schweizer Hitparade)            | 58             |
| Великобритания (OCC UK Singles)            | 47             |
| США (Billboard Hot 100)                    | 42             |
| США (Billboard Pop Airplay)                | 25             |

## Сертификации
| Регион | Сертификация | Продажи |
| --- | ------------ | ------- |
| Бразилия (Pro-Música Brasil) | Gold         | 20,000  |
| Канада (Music Canada) | Золотой      | 40 000  |
| Великобритания (BPI) | Серебряный   | 200 000 |
| США (RIAA) | Золотой      | 500,000 |
| * Данные о продажах приведены только на основе сертификации. · ^ Данные о тиражах приведены только на основе сертификации. · Данные о продажах + прослушиваниях приведены только на основе сертификации. |              |         |